# Orlândia
Orlândia là một đô thị ở bang São Paulo của Brasil. 
Đô thị này có vị trí địa lý vĩ độ 20º43'13" độ vĩ nam và kinh đô là 47º53'12" độ kinh tây, trên độ cao 695 mét. Dân số năm 2004 là 38.408 người, diện tích là 296,4 km².

## Dân số
Dữ liệu điều tra dân số năm 2000
Tổng dân số: 36.004
- Thành thị: 35.208
- Nông thôn: 796
- Nam giới: 17.864
- Nữ giới: 18.140

Mật độ dân số (người/km²): 121,47
Tỷ lệ tử vong trẻ dưới 1 tuổi (trên 1 triệu cháu): 9,86
Tuổi thọ bình quân (tuổi): 74,80
Tỷ lệ sinh (trẻ trên mỗi bà mẹ): 2,21
Tỷ lệ biết đọc biết viết: 92,91%
Chỉ số phát triển con người (bình quân): 0,824 200px|nhỏ|Orlândia ao entardecer
- Chỉ số phát triển con người (thu nhập): 0,748
- Chỉ số phát triển con người (tuổi thọ): 0,830
- Chỉ số phát triển con người (giáo dục): 0,894

(Nguồn: IPEADATA)

## Cự ly so với các thành phố khác
- São Paulo - 362 km
- Ribeirão Preto - 55 km
- Franca - 77 km
- Barretos - 110 km
- Santos - 435 km
- Uberaba - 121 km
- Uberlândia - 230 km
- Brasília - 653 km